# Lithomerus
Lithomerus là một chi bọ cánh cứng trong họ 
Elateridae.
Chi này được miêu tả khoa học năm 1980 bởi Dolin.

## Các loài
Các loài trong chi này gồm:
- Lithomerus brevicollis Dolin in Dolin, Panfilov, Ponomarenko & Pritykina, 1980
- Lithomerus buyssoni Dolin & Nel, 2002
- Lithomerus cockerelli Dolin in Dolin, Panfilov, Ponomarenko & Pritykina, 1980
- Lithomerus contiguus Dolin in Dolin, Panfilov, Ponomarenko & Pritykina, 1980
- Lithomerus longulus Dolin in Dolin, Panfilov, Ponomarenko & Pritykina, 1980